# Comuna Demîdivka, Velîka Lepetîha
Demîdivka (în ucraineană Демидівка) este o comună în raionul Velîka Lepetîha, regiunea Herson, Ucraina, formată din satele Demîdivka (reședința) și Zaporijjea.

## Demografie
Componența lingvistică a comunei Demîdivka
     Ucraineană (80,59%)
     Rusă (16,47%)
     Belarusă (1,32%)
     Română (1,03%)
     Alte limbi (0,3%)
Conform recensământului din 2001, majoritatea populației comunei Demîdivka era vorbitoare de ucraineană (80,59%), existând în minoritate și vorbitori de rusă (16,47%), belarusă (1,32%) și română (1,03%).